# Nikáb
A nikáb (arabul نِقاب, niqāb) 

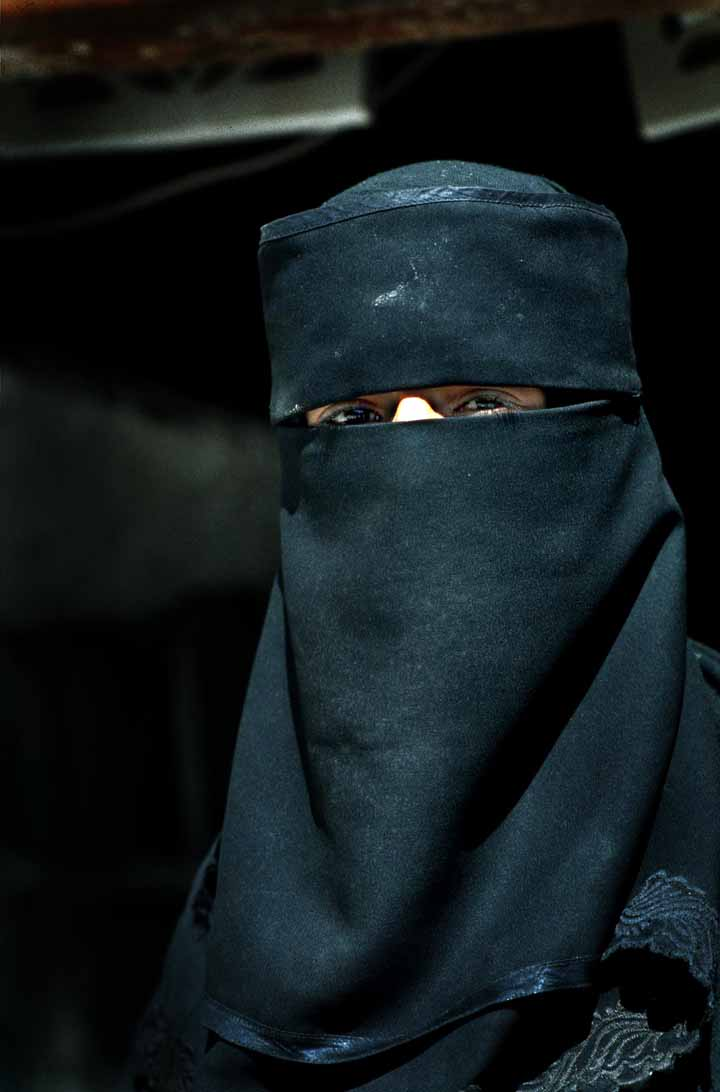
Nikábot viselő nő Jemenben

egy arcot eltakaró kendő, amit muszlim asszonyok viselnek a hidzsáb részeként. Legnépszerűbb a Perzsa-öböl mentén fekvő államokban, de előfordul Észak-Afrikában, Délkelet-Ázsiában és az indiai szubkontinensen is. Gyakran tévesztik össze a burkával, ami az egész testet eltakarja, viszont a nikáb szabadon hagyja a szemet.

## Az iszlám előtti használata
A Bizánci Birodalomban használták, majd az arab hódításnak köszönhetően került át a muszlim kultúrába. A korai harmadik századi keresztény író, Tertullian világosan utal A fátyol viselete c. művében  arra, hogy a pogány nők Arábiában fátylat hordanak, amely nemcsak a fejüket, hanem az egész arcukat eltakarja. A Biblia is említést tesz fátyolról, a Teremtés könyvének 38.14 és 24.65 részeiben.

## Az iszlámban

### Szunnita
A négy hagyományos iskola véleménye:
- Maliki: Nem kötelező, de ajánlott eltakarni az arcot.
- Hanafi: A nők kötelesek eltakarni az arcukat.
- Shafi'i: A Shafi'i iskolának két jól ismert álláspontja van ebben a kérdésben. Az egyik az, hogy az arcot nem kötelező eltakarni. A másik, hogy a nő csak akkor köteles elfedni magát, ha nagyon vonzó.
- Hanbali: Egy nő egész teste rejtve legyen mások szeme elől, kivéve az arcát és a kezét. A tudósok szerint, mint Tirmidhi és Harith b. Hisham, azonban minden nő teste rejtve kell, hogy legyen. Van egy felmentés azonban, hogy amikor a nő kezét megkérik, szabadonhagyhatja arcát és kezét, mert az központi szépség.

### Vahabita
A szaúd-arábiai kormány azt mondta, egy nőnek kötelessége, hogy fedezze az egész testét, amikor nyilvánosan megjelenik férfiak előtt.

### Síita
A síita Ja'fari iskolában az arcot nem kötelező befedni. Abu al-Qasim al-Khoei szerint a nikáb használata egy elengethetetlen elővigyázatosság. Sok síita nő mind a mai napig hord nikábot napi rendszerességgel Bahreinben, Pakisztánban, Szaúd-Arábiában és Irakban.

## Stílusok
Sokféle stílusú nikábot hordanak a muszlim nők szerte a világon. A két leggyakoribb formája a fél nikáb és a teljes nikáb.
A fél nikábban általában a homlok is látható, teljes nikáb viszont teljesen lefedi az arcot.
Néha kesztyűt is viselnek ehhez a ruhadarabhoz.

## Különböző országokban

### Egyiptom
A 2009. október 8-án Felső-Egyiptomban betiltották a nikáb viseletét.

### Irán
A 20. századi uralkodó, Reza Pahlavi iráni sah 1936-ban betiltotta a nikáb mindenféle variációját. Elrendelte, hogy tartóztassák le azokat a nőket, akik fátylat viselnek, és erőszakkal szedjék le róluk azt. Ez a politika viszont a bigottak körében nagy felháborodást keltett.
1941 és 1979 között a nikáb már nem volt törvényellenes, de úgy vélték, hogy az elmaradottság jele. Ezekben az években a nikáb és csador sokkal ritkábbá vált, ehelyett a nők csak fejkendőt hordtak. Divatos szállodák és éttermek nem voltak hajlandóak elismerni a nikábot használókat. Középiskolák és egyetemek akár be is tiltották az öltözéket, bár a fejkendőt megtűrték.
Iránban a nikáb használata nem gyakori, és csak bizonyos etnikai kisebbségek vagy arabok hordják a déli iráni tengerparti városokban, mint például Bandar-Abbász, Minab és Bushehr. Vannak nők, akik az arabok lakta Khuzestan tartományban is viselik.

### Szaúd-Arábia
A nikáb fontos része szaúd-arábiai kultúrának és a legtöbb városban (beleértve Rijádot, Mekkát, Medinát, Abhát stb.) a nők javarésze ezt viseli. 2008-ban Mohammad Habadan felszólította a nőket olyan fátyol viselésére, amely csak a szemeket hagyja szabadon.

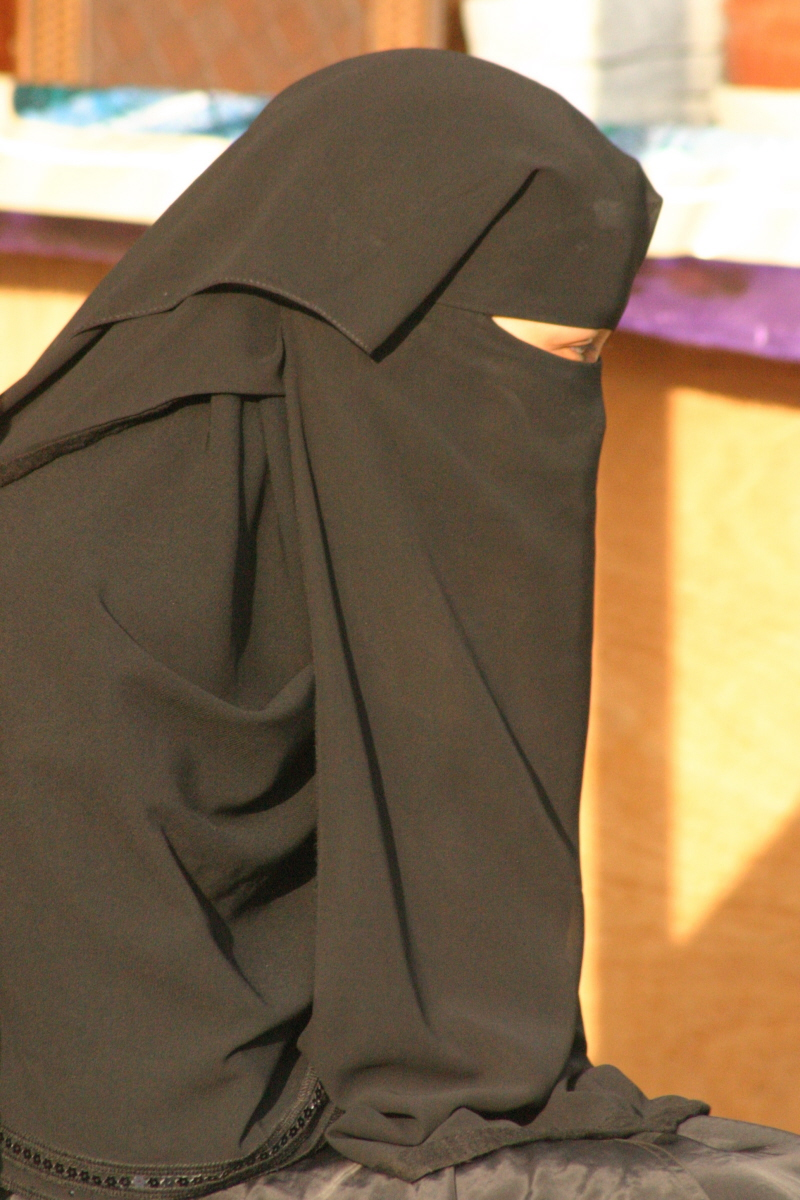
Nő nikábban

Szaúd-Arábiában a női ruhának meg kell felelnie a következő feltételeknek:
- Az öltözéknek ki kell terjednie az egész testre, a két szem kivételével.
- A nők viseljenek abaját és fejkendőt.
- A nők nem viselhetnek élénk színű ruhát, vagy díszített öltözetet, nehogy magukra vonzzák a férfiak figyelmét.

### Szíria
2011. április 6-án tették fel a kérdést, a tanárok számára vajon lehetővé válhatna-e, hogy újra viselhessék a nikábot.

### Jemen
Jemenben már az ókortól viselnek nikábot.

## Engedmények és tilalmak

### Politika
A nikáb tiltott ruhadarab Azerbajdzsánban, ahol a lakosság túlnyomó többsége muzulmán. A nők számára fárasztó nikábban dolgozni.

### Afrika

#### Kamerun
Kamerunban, Csádban és a Kongói Köztársaságban betiltották az olyan ruházatot, amely elfedi az arcot.

### Európa
Bár a burka egy nyomatékosabb szimbólum, a nikáb miatt szintén viták vannak Európában.
2010. április 29-én Belgiumban megtiltották az olyan öltözetet, amely rontja a felismerhetőséget. A büntetés legfeljebb 14 napos elzárással és 250 euróval jár.
Továbbá a következő európai országokban tilos olyan öltözéket viselni, amely elfedi az arcot:
Bulgária, Ausztria, Franciaország és Hollandia.

### Észak-Amerika

#### Kanada
2009 októberében betiltották a nikábot és burkát Kanadában.

## Fordítás
- Ez a szócikk részben vagy egészben  a   Niqāb című angol Wikipédia-szócikk fordításán alapul.  Az eredeti cikk szerkesztőit annak laptörténete sorolja fel. Ez a jelzés csupán a megfogalmazás eredetét és a szerzői jogokat jelzi, nem szolgál a cikkben szereplő információk forrásmegjelöléseként.